# Anticorpos amplamente neutralizantes do HIV-1
Os anticorpos amplamente neutralizantes do HIV-1 (bNAbs) são anticorpos neutralizantes que neutralizam várias cepas virais do HIV-1. Os bNAbs são únicos porque têm como alvo epítopos conservados do vírus, o que significa que o vírus pode sofrer mutação, mas os epítopos direcionados ainda existirão. Em contraste, os não bNAbs são específicos para cepas virais individuais com epítopos únicos. A descoberta dos bNAbs levou a uma importante área de pesquisa, a saber, a descoberta de uma vacina, não apenas limitada ao HIV, mas também a outros vírus de mutação rápida como o Influenza.

## História de bNAbs de HIV
Em 1990, os pesquisadores identificaram o primeiro bNAb do HIV, muito mais poderoso do que qualquer anticorpo visto antes. Eles descreveram o componente viral exato, ou epítopo que desencadeou o anticorpo. Seis aminoácidos na ponta da proteína de superfície do HIV, gp120, foram os responsáveis. O primeiro bNAb revelou-se clinicamente irrelevante, mas em 1994 outra equipe isolou um bNAb que funcionava em células retiradas de pacientes. Este anticorpo anexado a uma porção "conservada" de gp120 que supera muitas de suas mutações, afetando 17/24 cepas testadas em doses baixas. Outro bNAb foi descoberto que agia na proteína gp41 em muitas cepas. Os anticorpos requerem antígenos para ativá-los e estes não foram identificados originalmente.
Com o tempo, mais bNAbs foram isolados, enquanto a clonagem de anticorpos de uma única célula tornou possível a produção de grandes quantidades dos anticorpos para estudo. Níveis baixos de bNAbs são encontrados agora em até 25% dos pacientes com HIV. Os bNAbs evoluem ao longo dos anos, acumulando cerca de três vezes mais mutações do que outros anticorpos.
Em 2006, os pesquisadores identificaram alguns dos chamados "anticorpos amplamente neutralizantes" (bNAbs) que funcionavam em várias cepas de HIV. Eles analisaram 1.800 amostras de sangue de pessoas infectadas com HIV da África, do Sul da Ásia e do mundo de língua inglesa. Eles investigaram individualmente trinta mil linfócitos B produtoras de anticorpos de uma mulher e isolaram duas que foram capazes de impedir que mais de 70% das 162 cepas divergentes de HIV estabelecessem uma infecção. Desde 2009, os pesquisadores identificaram mais de cinquenta bNAbs do HIV. O recurso online integrado BNAber, focado na ampla neutralização de anticorpos HIV-1, foi recentemente introduzido.
Em 2006, um homem do Malawi ingressou em um estudo semanas após ser infectado. Durante um ano, ele doou sangue repetidamente, que os pesquisadores usaram para criar uma linha do tempo de mudanças na gp120 de seu vírus, sua resposta de anticorpos e o surgimento final de um bNAb. Os pesquisadores querem direcionar essa evolução em outras disciplinas para alcançar resultados semelhantes. Um rastreio de bibliotecas gp120 massivas conduziu a uma que se ligou fortemente a um anticorpo original e ao bNAb maduro que evoluiu a partir dele. Dar aos pacientes uma gp120 modificada que contém pouco mais do que o epítopo que os dois anticorpos almejam para "preparar" o sistema imunológico, seguido por um reforço que contém picos de trímero na configuração mais natural possível. No entanto, ainda está em estudo se os bNAbs podem prevenir a infecção pelo HIV.
Em 2009, os pesquisadores isolaram e caracterizaram os primeiros bNAbs do HIV vistos em uma década. Os dois neutralizadores mais amplos foram PGT151 e PGT152. Eles podem bloquear cerca de dois terços de um grande painel de cepas de HIV. Ao contrário da maioria dos outros bNAbs, esses anticorpos não se ligam a epítopos conhecidos, em Env ou nas subunidades de Env (gp120 ou gp41). Em vez disso, eles se prendem a partes de ambos. Gp120 e gp41 são montados como um trímero. O local de ligação do bNAbs ocorre apenas na estrutura trímero, a forma de Env que invade as células hospedeiras. Nos últimos anos, houve um aumento na descoberta de bNAb do HIV-1.